# Melanthium latifolium
Melanthium latifolium är en nysrotsväxtart som beskrevs av Louis Auguste Joseph Desrousseaux. Melanthium latifolium ingår i släktet Melanthium och familjen nysrotsväxter. Inga underarter finns listade.